# ويليام بليكوين
ويليام جيفرسون بليكوين (23 يوليو 1895 - 6 يناير 1965) كان طبيب أعصاب وطبيبًا نفسيًا وطبيبًا عسكريًا أمريكيًا، وكان له دور فعال في تطوير العلاج المعروف باسم «التحليل التخديري» أو «التحليل النفسي الإذهالي»، والمعروف أيضًا بالمصطلح العام «مصل الحقيقة».

## سنواته الأولى وتعليمه
ولد بليكوين في حي أستوريا بمنطقة كوينز في نيويورك عام 1895. تلقى تعليمه الابتدائي والثانوي هناك في مدارس المدينة العامة، وتخرج من المدرسة الثانوية الأول على فصله. التحق بجامعة ويسكونسن عام 1913 وحصل على درجة بكالوريوس في الطب في عام 1917 جزءًا من دورة دراسية طبية معجلة. بصفته طالبًا جامعيًا، كان بليكوين رياضيًا بارعًا في سباقات المضمار والميدان، وخاصةً في رمي المطرقة. التحق بليكوين بكلية الأطباء والجراحين بجامعة كولومبيا. حصل على درجة دكتور في الطب من تلك الجامعة في عام 1920. تابع بليكوين بعد ذلك إقامته في مستشفى بيليفو في نيويورك وفي معهد ويسكونسن للطب النفسي في ماديسون. في هذا المعهد، أصبح تحت وصاية ويليام لورينز وهانس ريس.

## مهنته في علم الأعصاب والطب النفسي في جامعة ويسكونسن
عند الانتهاء من تدريبه، طُلب من بليكوين الانضمام إلى لورينز وريس ضمن طاقم عمل معهد ويسكونسن للطب النفسي، الذي أصبح في ذلك الوقت جزءًا من قسم الطب النفسي العصبي في جامعة ويسكونسن. سرعان ما اكتسب مهارة في الإدرارة والبحث، وأصبح مساعدًا لمدير المعهد في أواخر عشرينيات القرن العشرين. في ذلك الوقت تقريبًا، بدأ بليكوين أيضًا دراسات استقصائية حول استخدام الباربيتورات لعلاج البكم الناتج عن شذوذ الحركة، وهو شكل خاص من أشكال الفصام. وجد هو ولورينز أن حقن أميتال الصوديوم (أموباربيتال) عن طريق الوريد كان فعالًا في تحقيق «فترة صحو»، إذ تمكن المرضى من التحدث بشكل طبيعي والرد على الأسئلة بشكل مناسب والتحرك برشاقة وتقديم معلومات حول تفكيرهم وخلفياتهم، التي كان لولا ذلك يستحيل معرفتها. بسبب الفائدة الأخيرة للعلاج، مُنح اسم «التحليل التخديري» أو «التحليل النفسي الإذهالي». في وقت قصير، أصبحت «فترة الصحو» الناجمة عن الأميتال اختبارًا إيجابيًا لتشخيص شذوذ الحركة.

## خدمته العسكرية في الحرب العالمية الثانية
تم تجنيد بليكوين في الحرس الوطني لجيش ولاية ويسكونسن كونه طالب طب، وبقي في الهيئة الطبية الاحتياطية بعد حصوله على شهادة الطب. شارك في مناورات تدريب الجيش الأمريكي في عامي 1940 و1941 في وسط لويزيانا («مناورات لويزيانا») تحت قيادة الفريق ستانلي إمبريك، والتي أُجريت بسبب اقتراب تورط الولايات المتحدة في الحرب العالمية الثانية. في عام 1941، تم استدعاء بليكوين إلى الخدمة الفعلية وأُلحق بالفوج الطبي رقم 135. عملت تلك الوحدة جزءًا من الجيش السادس للولايات المتحدة وكانت مكلفة بتدبير ضحايا الخطوط الأمامية. بعد دخول الولايات المتحدة الحرب، تم شحن الفوج 135 إلى مسرح عمليات المحيط الهادئ في مارس عام 1942. كان بليكوين قائدها برتبة عقيد. شهد الفوج 135 أحداثًا في غينيا الجديدة وتاراوا وكواجالين والفلبين وسايبان. بالإضافة إلى واجباته القيادية الإدارية، عمل بليكوين طبيب أعصاب وطبيب نفسي. شارك أيضًا في إنشاء «النظام الاستشاري» للرعاية النفسية العسكرية، تحت القيادة العامة للعميد ويليام مينينجر.